# Problème de l'éclairage

La pièce proposée par Roger Penrose en 1958 montrant trois positions différentes pour le point lumineux (point rouge sur les figures) qui invalide l'énoncé de Ernst G. Straus. Les zones éclairées sont en beige et les zones d'ombres en gris.

Le problème de l'éclairage est un problème mathématique posé dans le début des années 1950 par Ernst G. Straus et résolu pour partie en 1958 par Roger Penrose, puis complété par Georges Tokarsky en 1995.

## Énoncé
La question est de savoir si une pièce aux murs tapissés de miroirs peut être illuminée entièrement par un unique point lumineux. Une question équivalente consiste à se demander au billard si une boule ponctuelle et non soumise aux frottements peut atteindre n'importe quel point de la table de billard, peu importe la géométrie de celle-ci.

## Solutions
La première réponse est apportée en 1958 par Roger Penrose, qui décrète l'énoncé faux en fournissant en contre-exemple une pièce elliptique (image ci-contre). Il montre qu'une pièce de cette forme peut contenir des zones d'ombre, ce qui invalide l'énoncé de départ. Ce contre-exemple permet donc d'apporter une réponse à ce problème mathématique.
Une seconde réponse est apportée en 1995 par Georges Tokarsky pour les pièces polygonales en deux dimensions, ce qui apporte des contraintes supplémentaires. La figure proposée est un polygone de 26 côtés qui possède comme propriété remarquable de n'avoir qu'un point d'ombre (ce qui est suffisant pour le considérer comme un contre-exemple).
Finalement, David Castro, un étudiant du Macalester College, améliore cette figure en 1997 pour ne la réduire qu'à un polygone de 24 côtés, mais avec les mêmes propriétés.

Résolution du problème par Tokarsky (en haut) puis simplifié par Castro (en bas). Le point lumineux est en rouge et le point d'ombre est la croix.

### Vulgarisation
- Jérôme Cottanceau, Le choix du meilleur urinoir : Et 19 autres problèmes amusants qui prouvent que les maths servent à quelque chose !, Paris, Belin, coll. « Science à plumes », 2016, 216 p. (ISBN 978-2-7011-9766-1 et 978-2-410-00810-4, lire en ligne), chap. 3 (« À quoi servent les maths... À (mal) éclairer sa chambre ? »).
- (en) [vidéo] Numberphile, « The Illumination Problem », sur YouTube, 28 février 2017.